# Festigny, Marne

Festigny este o comună în departamentul Marne, Franța. În 2009 avea o populație de 386 de locuitori.